# Tansania-Wollhaarratte
Die Tansania-Wollhaarratte (Dasymys sua) ist ein kaum erforschtes Nagetier aus der Gattung der Zottigen Sumpfratten (Dasymys), das in Tansania endemisch ist.

## Merkmale
Die Kopf-Rumpf-Länge des Typusexemplars beträgt 141 mm, die Schwanzlänge beträgt 128 mm und entspricht 91 % der Kopf-Rumpf-Länge, die Ohrenlänge beträgt 18 mm, die Hinterfußlänge 27 mm und das Körpergewicht 78 g. Die Tansania-Wollhaarratte hat wie alle Zottigen Sumpfratten ein weiches, zotteliges, langes Fell, das auf dem Rücken rotbraun und auf dem Bauch stumpfgrau ist. Der Kopf ist breit, die Schnauze kurz, die Vibrissen lang, die Ohren sind abgerundet und innen gut behaart. Der Schwanz ist stark geschuppt, spärlich behaart und an der Oberseite dunkler als an der Unterseite.

## Systematik
Die Tansania-Wollhaarratte wurde 1986 von Marcel Michiels entdeckt. 28 Exemplare wurden zwischen Juni 1986 und August 1988 gesammelt. Walter N. Verheyen und seine Mitarbeiter beschrieben dieses Taxon 2003 als neue Art aufgrund von Unterschieden in den Schädelmerkmalen. Die genetischen Abstände von weniger als 2,5 % zwischen Dasymys sua, der Ruanda-Wollhaarratte (Dasymys rwandae), der Mittleren Wollhaarratte (Dasymys medius) und Allen-Wollhaarratte (Dasymys alleni) sind wahrscheinlich zu gering, um einen Artstatus aufrechtzuerhalten. Das Artepitheton bezieht sich auf die Sokoine University of Agriculture (SUA) in Morogoro, Tansania, wo die Forschungsgruppe für Evolutionsbiologie der Universität Antwerpen 1984 das Nagetier-Forschungs-Zentrum gegründet hatte. Die Tansania-Wollhaarratte ist monotypisch.

## Verbreitungsgebiet

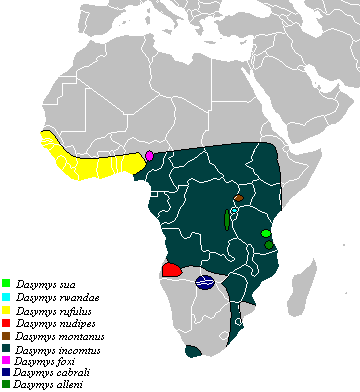
Verbreitungsgebiet (hellgrün) der Tansania-Wollhaarratte

Vorkommen der Tansania-Wollhaarratte sind von Mbete in der Nähe von Morogoro an den Flanken des Uluguru-Gebirges in 1540 m Höhe, in Mluti, in Mgeta, in Kidege, in Dakawa und Mindu bekannt.

## Lebensraum
Die Tansania-Wollhaarratte bewohnt sumpfige Zonen.

## Lebensweise
Die Tansania-Wollhaarratte ist überwiegend nachtaktiv. Wie bei allen Zottigen Sumpfratten, wird auch bei dieser Art eine herbivore Ernährungsweise angenommen. Das Sozialverhalten und das Fortpflanzungsverhalten sind nicht studiert.

## Status
Die Art wird in der IUCN Red List als Synonym (oder Unterart) der Afrikanischen Wollhaarratte (Dasymys incomtus) gelistet.